# Colwood
Colwood är en ort i Kanada.   Den ligger i provinsen British Columbia, i den södra delen av landet, 3 600 km väster om huvudstaden Ottawa. Colwood ligger 95 meter över havet och antalet invånare är 14 687.
Terrängen runt Colwood är platt österut, men åt nordväst är den kuperad. Havet är nära Colwood åt sydost. Trakten är tätbefolkad. Närmaste större samhälle är Victoria, 8,6 km öster om Colwood. 